# کجا باید برم
کجا باید برم نخستین آلبوم استودیویی اثر روزبه بمانی، خواننده و ترانه سرای سبک پاپ است که در روز سه شنبه ۲۴ مهر ۱۳۹۷ منتشر شد.

## عوامل
آهنگسازی تمامی قطعات آلبوم «کجا باید برم» را «علیرضا افکاری» بر عهده داشته و تنظیم قطعات بر عهدهٔ «سعید زمانی»، «هومن نامداری»، «معین راهبر»، «مهرداد احمدزاده»، «اشکان آبرون» و «شجاعت شفاعی» بوده و تمامی ترانه‌ها را خود روزبه بمانی سروده‌است، از نوازندگان این آلبوم می‌توان به احسان نی‌زن، فرشید ادهمی، مهرداد عالمی، فیروز ویسانلو، هومن نامداری، فاضل پیش و ابراهیم علوی اشاره کرد.

## نوازندگان
- گیتار (فرشید ادهمی)
- گیتار (ویسانلو)
- گیتار (فاضل پیش)
- ویولن و ویولا (احسات نی‌زن)
- ویولن و ویولا (میلاد عالمی)
- ویولن سل (مهرداد عالمی)
- عود (ابراهیم علوی)
- کلارینت (هومن نامداری)

## فهرست قطعه‌ها
آلبوم کجا باید برم شامل ۱۳ قطعه می‌باشد که ۶ تای آن‌ها به صورت تک‌آهنگ منتشر شده بود.
| شماره      | نام              | سراینده     | آهنگساز       | تنظیم           | مدت   |
| ---------- | ---------------- | ----------- | ------------- | --------------- | ----- |
| ۱.         | «کجا باید برم»   | روزبه بمانی | علیرضا افکاری | سعید زمانی      | ۴:۱۱  |
| ۲.         | «تمرین تنهایی»   | روزبه بمانی | علیرضا افکاری | سعید زمانی      | ۴:۱۲  |
| ۳.         | «عاشقی»          | روزبه بمانی | علیرضا افکاری | معین راهبر      | ۵:۰۰  |
| ۴.         | «من حافظم»       | روزبه بمانی | علیرضا افکاری | اشکان آبرون     | ۴:۲۸  |
| ۵.         | «شلیک»           | روزبه بمانی | علیرضا افکاری | مهرداد احمدزاده | ۴:۳۹  |
| ۶.         | «به من نگو عاشق» | روزبه بمانی | علیرضا افکاری | هومن نامداری    | ۴:۳۵  |
| ۷.         | «خونه قدیمی»     | روزبه بمانی | علیرضا افکاری | سعید زمانی      | ۵:۱۴  |
| ۸.         | «چالوس»          | روزبه بمانی | علیرضا افکاری | سعید زمانی      | ۴:۱۷  |
| ۹.         | «جنون»           | روزبه بمانی | علیرضا افکاری | سعید زمانی      | ۴:۲۶  |
| ۱۰.        | «سلام»           | روزبه بمانی | علیرضا افکاری | سعید زمانی      | ۳:۵۴  |
| ۱۱.        | «بغض سی ساله»    | روزبه بمانی | علیرضا افکاری | سعید زمانی      | ۳:۴۹  |
| ۱۲.        | «خودم خواستم»    | روزبه بمانی | علیرضا افکاری | شجاعت شفائی     | ۳:۵۹  |
| ۱۳.        | «خسته شدم»       | روزبه بمانی | علیرضا افکاری | سعید زمانی      | ۴:۰۹  |
| مجموع مدت: | مجموع مدت:       | مجموع مدت:  | مجموع مدت:    | مجموع مدت:      | ۵۶:۵۳ |

## موسیقی متن و تیتراژ لاتاری
تک‌آهنگ "کجا باید برم؟" به عنوان موسیقی متن و تیتراژ فیلم سینمایی لاتاری که عنوان پرمخاطب‌ترین فیلم جشنواره فجر را کسب کرد؛ استفاده شده‌است. همچنین از این قطعه در موزیک ویدئو لاتاری استفاده شد که با بازی ساعد سهیلی و زیبا کرمعلی منتشر شده‌است.

## جوایز و افتخارات
قطعه «کجا باید برم» نامزد بهترین قطعه فیلم (لاتاری) در جشن دنیای تصویر شده بود.
در پنجمین جشن سالانه موسیقی ما، قطعه «کجا باید برم» به عنوان بهترین ترانه انتخاب شد و به همین دلیل از روزبه بمانی نیز تقدیر به عمل آمد.